# Pollenia hungarica
Pollenia hungarica är en tvåvingeart som beskrevs av Knut Rognes 1987. Pollenia hungarica ingår i släktet vindsflugor, och familjen spyflugor.
Artens utbredningsområde är Ungern. Arten är reproducerande i Sverige. Inga underarter finns listade i Catalogue of Life.